# Psammoecus pascoei
Psammoecus pascoei es una especie de coleóptero de la familia Silvanidae.

## Distribución geográfica
Habita en las Molucas (Indonesia).